# Patrick Flueger
Patrick John Flueger (Red Wing (Minnesota), 10 december 1983) is een Amerikaans acteur en muzikant.

## Biografie
Flueger werd geboren in Red Wing (Minnesota) als oudste van drie kinderen, en doorliep aldaar de high school aan de Red Wing High School.
Flueger begon in 2001 met acteren in de film The Princess Diaries, waarna hij nog meerdere rollen speelde in films en televisieseries. Hij is vooral bekend van zijn rol als Shawn Farrell in de televisieserie The 4400 waar hij in 42 afleveringen speelde (2004-2007), en van zijn rol als Adam Ruzek in de televisieserie Chicago P.D. waar hij al in 188 afleveringen speelde (2014-heden). In 2004 werd hij genomineerd voor een Young Artist Award met zijn rol in de film Twelve Mile Road in de categorie Beste Jeugdige Acteur in een Tienerrol.
Flueger is naast acteur als muzikant: hij schrijft liedjes, speelt gitaar en was de hoofdzanger van de band Sleeper 7.

## Filmografie

### Films
Uitgezonderd korte films.
- 2018 Lawless Range - als Sean Donnelly
- 2017 The Super - als Phil Lodge
- 2016 Lawless Range - als Sean Donnelly
- 2015 Loaded - als Ethan
- 2014 San Patricios - als Sean Donnelly
- 2013 Hatfields & McCoys - als Jack McCoy
- 2011 Footloose - als Chuck
- 2009 Brothers - als Joe Willis
- 2009 The Job - als Bubba
- 2009 Kill Theory - als Michael
- 2007 You Are Here - als Ryan
- 2005 The World's Fastest Indian - als Rusty
- 2004 Paradise - als Luke Paradise
- 2003 Twelve Mile Road - als Will Coffey
- 2001 The Princess Diaries - als Jeremiah Hart

### Televisieseries
Uitgezonderd eenmalige gastrollen.
- 2014-heden Chicago P.D. - als Adam Ruzek - 221+ afl.
- 2014-2021 Chicago Fire - als Adam Ruzek - 12 afl.
- 2019 Chicago Med - als Adam Ruzek - 2 afl.
- 2010 Scoundrels - als Logan West / Cal West - 8 afl.
- 2004-2007 The 4400 - als Shawn Farrell - 42 afl.

- Biblioteca Nacional de España: XX5025070
- Bibliothèque nationale de France: cb150997197 (data)
- Gemeinsame Normdatei: 1025438523
- International Standard Name Identifier: 0000 0001 1442 0872
- Library of Congress Control Number: no2009201686
- Système universitaire de documentation: 167627023
- Virtual International Authority File: 37212065
- WorldCat: E39PBJwmYB4TC4WxVdCwGb8XBP